# Banlieue

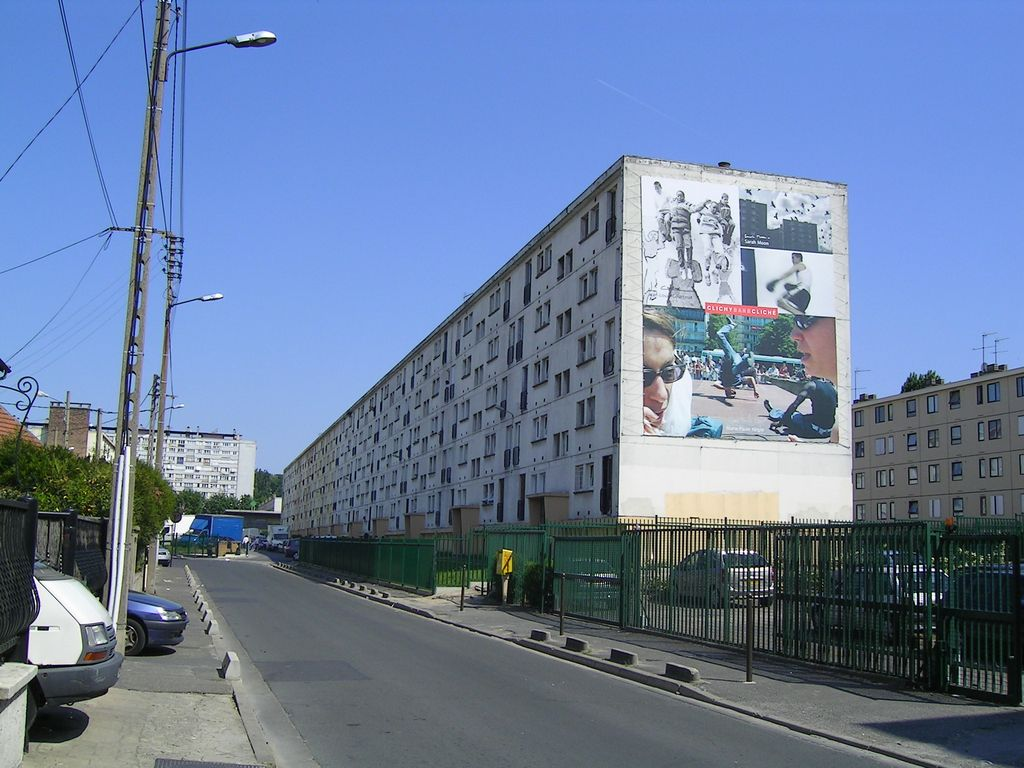
Una banlieue di Clichy-sous-Bois

Banlieue (pronuncia francese : /bɑ̃ljø/; in italiano "periferia", "sobborghi") è un termine francese che indica l'area periferica dei grandi agglomerati urbani.

## Descrizione
Le banlieue (plurale francese, singolare banlieu) sono le aree periferiche che circondano le grandi città in Francia, soprattutto intorno a Parigi. In italiano si potrebbe tradurre come “periferie”.
Queste zone sono spesso caratterizzate da:
Alta densità abitativa, quartieri residenziali con edilizia popolare (spesso con grandi complessi di case popolari chiamati HLM ed una popolazione con forte presenza di immigrati e discendenti di immigrati provenienti da ex colonie francesi in Africa.
Situazioni socio-economiche difficili come disoccupazione, marginalizzazione, problemi sociali e talvolta tensioni con le forze dell’ordine
Le banlieue sono quindi spesso viste come simboli delle sfide legate all’integrazione, alla povertà urbana e alle disuguaglianze sociali in Francia. Esistono comunque notevoli differenze nelle condizioni economiche tra i vari quartieri di queste periferie: alcuni di essi sono abitati infatti da ceti sociali più benestanti e non sono caratterizzati da particolare degrado.

## Segregazione e comunitarismo
Negli ultimi anni, il comunitarismo è diventato più diffuso in Francia. Alcune periferie, come La Courneuve, Sarcelles e Toulouse-Le Mirail, sono popolate quasi esclusivamente da persone provenienti dall'Africa subsahariana e dal Nord Africa. Questi complessi residenziali, costruiti da architetti come Le Corbusier, Aillaud e Candilis, sono diventati ghetti comunitari..

## Filmografia sulla banlieue
- Due o tre cose che so di lei, di Jean-Luc Godard (1967)
- L'odio, di Mathieu Kassovitz (1995)
- État des lieux, di Jean-François Richet (1995)
- Ma 6-T va crack-er, di Jean-François Richet (1997)
- De l'amour, di Jean-François Richet (2001)
- La schivata, di Abdellatif Kechiche (2003)
- Banlieue 13, di Pierre Morel (2004)
- Banlieue parigina, di Jean-Marie Straub e Danièle Huillet (2005)
- Banlieue 13 Ultimatum, di Patrick Alessandrin (2009)
- Paulette, di Jérôme Enrico (2013)
- Diamante nero, di Céline Sciamma (2014)
- La Mélodie, di Rachid Hami (2017)
- I miserabili, di Ladj Ly (2019)
- Athena, di Romain Gavras (2022)
- Gli indesiderabili, di Ladj Ly (2023)